# Transnational Speedway League: Anthems, Anecdotes and Undeniable Truths
Transnational Speedway League: Anthems, Anecdotes and Undeniable Truths jest pierwszym albumem zespołu Clutch, wydanym w sierpniu 1993 roku. Album otrzymał etykietę Parental Advisory z powodu używania słowa "motherfucker" w utworze "Binge and Purge".

## Lista utworów
| 1 .  | A Shogun Named Marcus                               | 02:52 |
|      |                                                     |       |
| 2 .  | El Jefe Speaks                                      | 03:49 |
|      |                                                     |       |
| 3 .  | Binge and Purge                                     | 06:29 |
|      |                                                     |       |
| 4 .  | 12 Ounce Epilogue                                   | 02:49 |
|      |                                                     |       |
| 5 .  | Bacchanal                                           | 04:11 |
|      |                                                     |       |
| 6 .  | Milk of Human Kindness                              | 04:17 |
|      |                                                     |       |
| 7 .  | Rats                                                | 02:45 |
|      |                                                     |       |
| 8 .  | Earthworm                                           | 04:31 |
|      |                                                     |       |
| 9 .  | Heirloom 13                                         | 05:34 |
|      |                                                     |       |
| 10 . | Walking in the Great Shining Path of Monster Trucks | 03:43 |
|      |                                                     |       |
| 11 . | Effigy                                              | 05:09 |
|      |                                                     |       |
|      |                                                     | 46:09 |
|      |                                                     |       |

## Udział przy tworzeniu
- Neil Fallon – wokalista, gitara elektryczna, Perkusja
- Tim Sult – gitary
- Jean Paul Gaster – bębny, perkusja
- Dan Maines – gitara basowa

### Produkcja
- Steven Haigler - producent, technik, miksowanie
- Jonathan Burnside - producent, technik, miksowanie
- Billy Anderson - technik, asystent technika
- Peter Stabuli - technik, asystent technika
- Louis Driben - asystent technika
- George Marino - Mastering